# František Sander
František Sander (30. dubna 1871 Praha – 10. ledna 1932 Praskolesy) byl český architekt, který navrhl řadu technických staveb na Vltavě a Labi či poblíž těchto řek. Jeho stavby většinou evokují svými tvary lodě, majáky a přístavy.

## Život
Narodil se v rodině sedlářského dělníka Josefa Sandera a jeho manželky Josefy, rozené Matějovské. Vystudoval architekturu na pražské technice. Působil jako asistent na katedře u profesora Jiřího Pacolda. Po studiích pracoval jako konstruktér, v roce 1907 se stal profesorem vyšší průmyslové školy na Smíchově.
Během svého života rád cestoval a navštívil řadu zemí v Evropě, Americe a Asii. Rád se také nechal inspirovat technickým řešením staveb.
Zemřel na mrtvici v Praskolesech u Hořovic, kde dohlížel na stavbu vlastního domu. Byl pohřben na Olšanských hřbitovech. Nekrolog tehdy napsal pouze architekt Richard Klenka rytíř z Vlastimilu.

## Dílo
Díky kontaktům s Komisí pro kanalizování Vltavy byl autorem řady realizovaných staveb podél Vltavy. Mezi nejznámější patří zdymadlo Hořín a Miřejovice či stavby na ostrově Štvanice. Navrhl také budovy přístaviště v Holešovicích (1905) a vilu Regiu (původně Samohrd), Leoše Janáčka čp. 270, v Luhačovicích (1906) v historizujícím stylu. Jako autor návrhu je uveden na vitrážích sálu (1908) bývalého paláce Obchodní a živnostenské komory v Praze – čp. 660, U obecního domu 3, Praha 1 Staré Město – možná je autorem celé budovy.[zdroj⁠?!]
V Hradci Králové určil vzhled secesní vodní elektrárny Labe-Hučák, uvedené do provozu 14. února 1910, secesního mostku přes Piletický potok (1911) či mostu na Pláckách přes Labe (1912–1913).

### Výběr z dalšího díla
- 1900–1905 – Přestavba pivovaru U Fleků, Křemencova čp. 183, Praha
- 1911 – Vila, Slavíčkova čp. 361, Praha
- 1911 – Rozšíření sokolovny, Žitná čp. 1437, Praha
- 1911–1913 – Dům, Praha, ostrov Štvanice
- 1911–1913 – Hydroelektrárna, Praha, ostrov Štvanice
- 1913–1915 – Městská elektrárna na Orlici, Hradec Králové
- 1915 – Úprava severního cípu Židovského (Dětského) ostrova, Praha
- 1924–1928 – Úprava nábřeží, zdymadla a hráze, Praha-Smíchov

## Galerie

Díla Františka Sandera
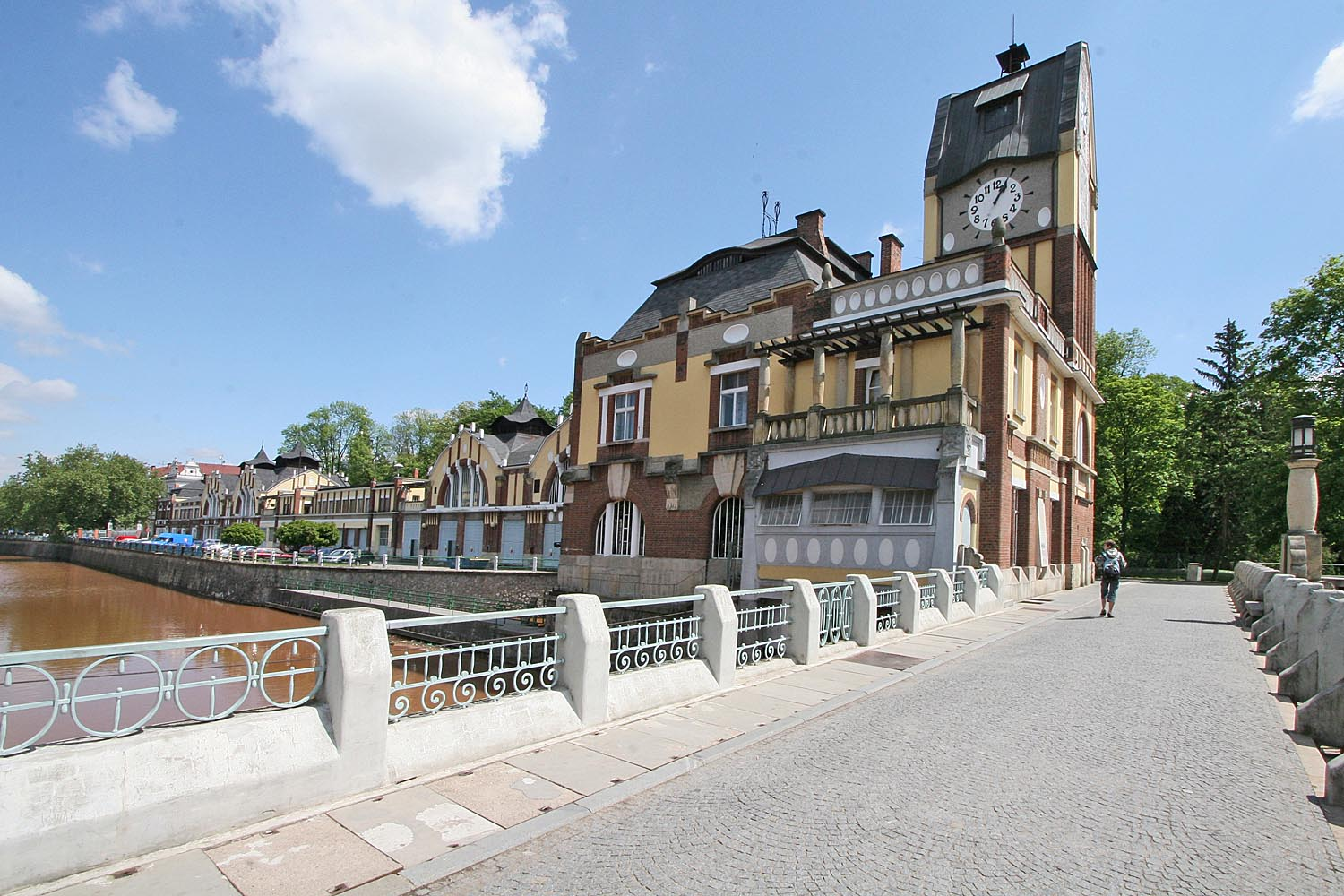
Hradec Králové – elektrárna u jezu Hučák
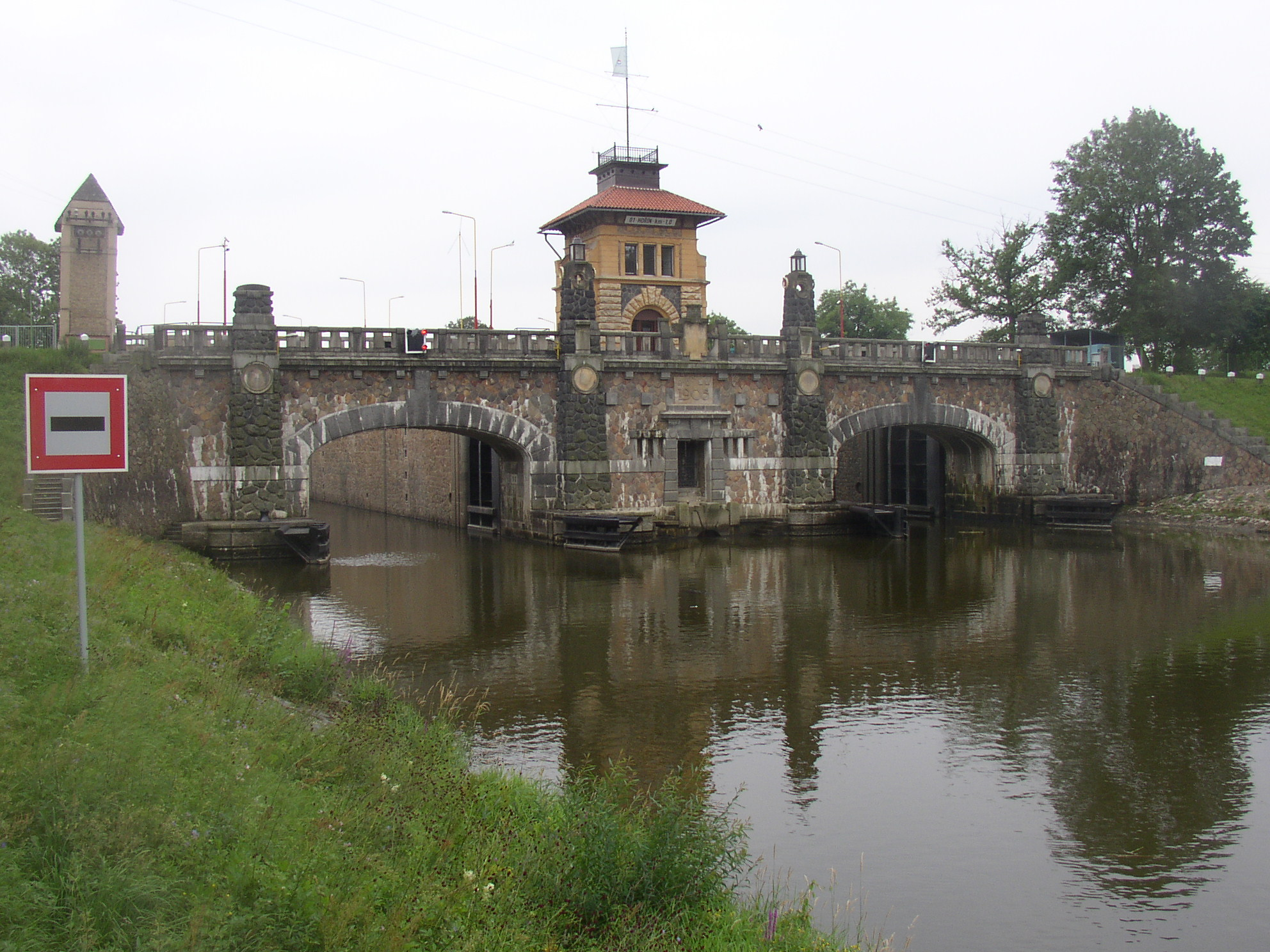
Hořínská plavební komora
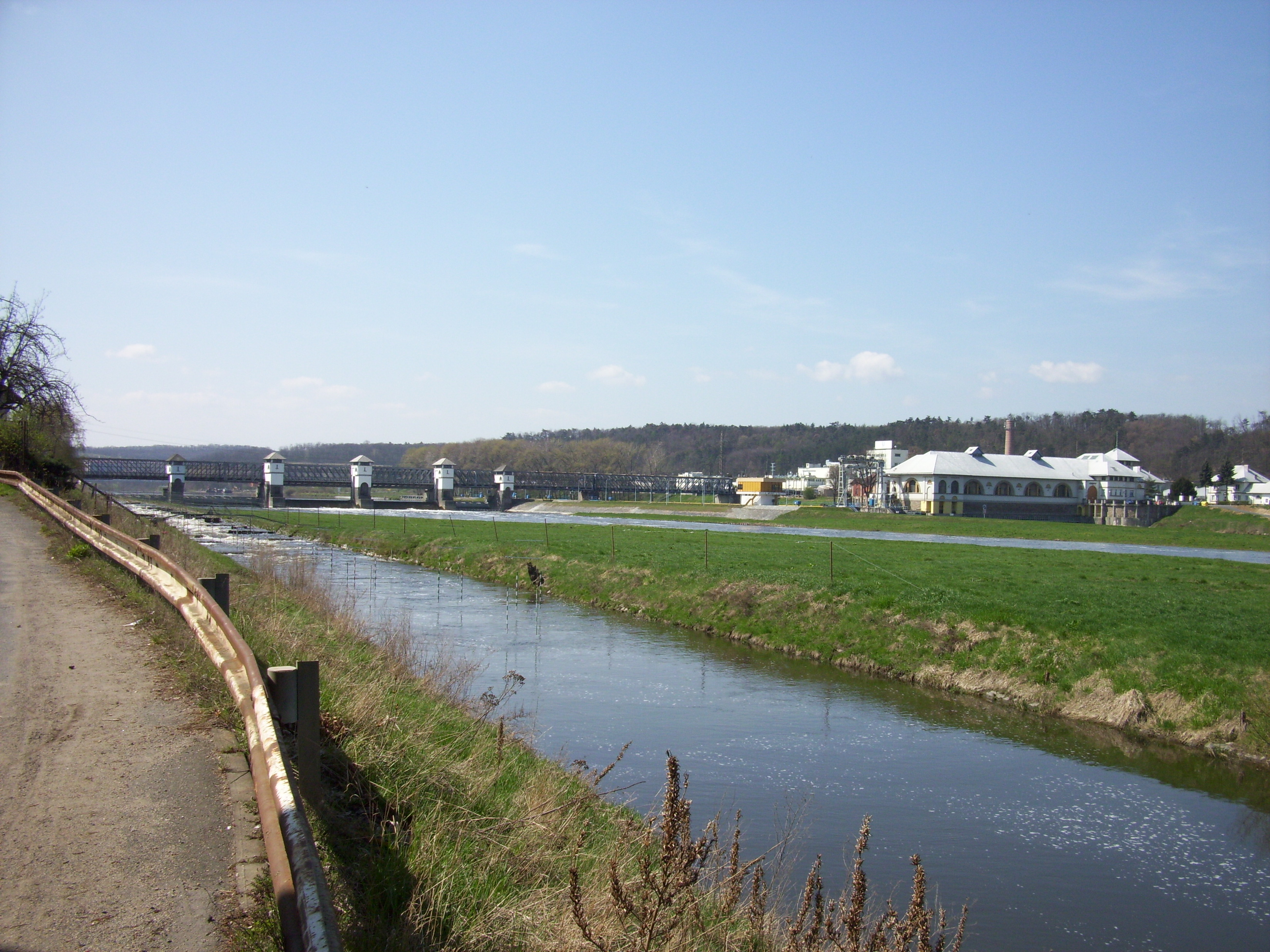
Miřejovický jez, vpravo budova elektrárny
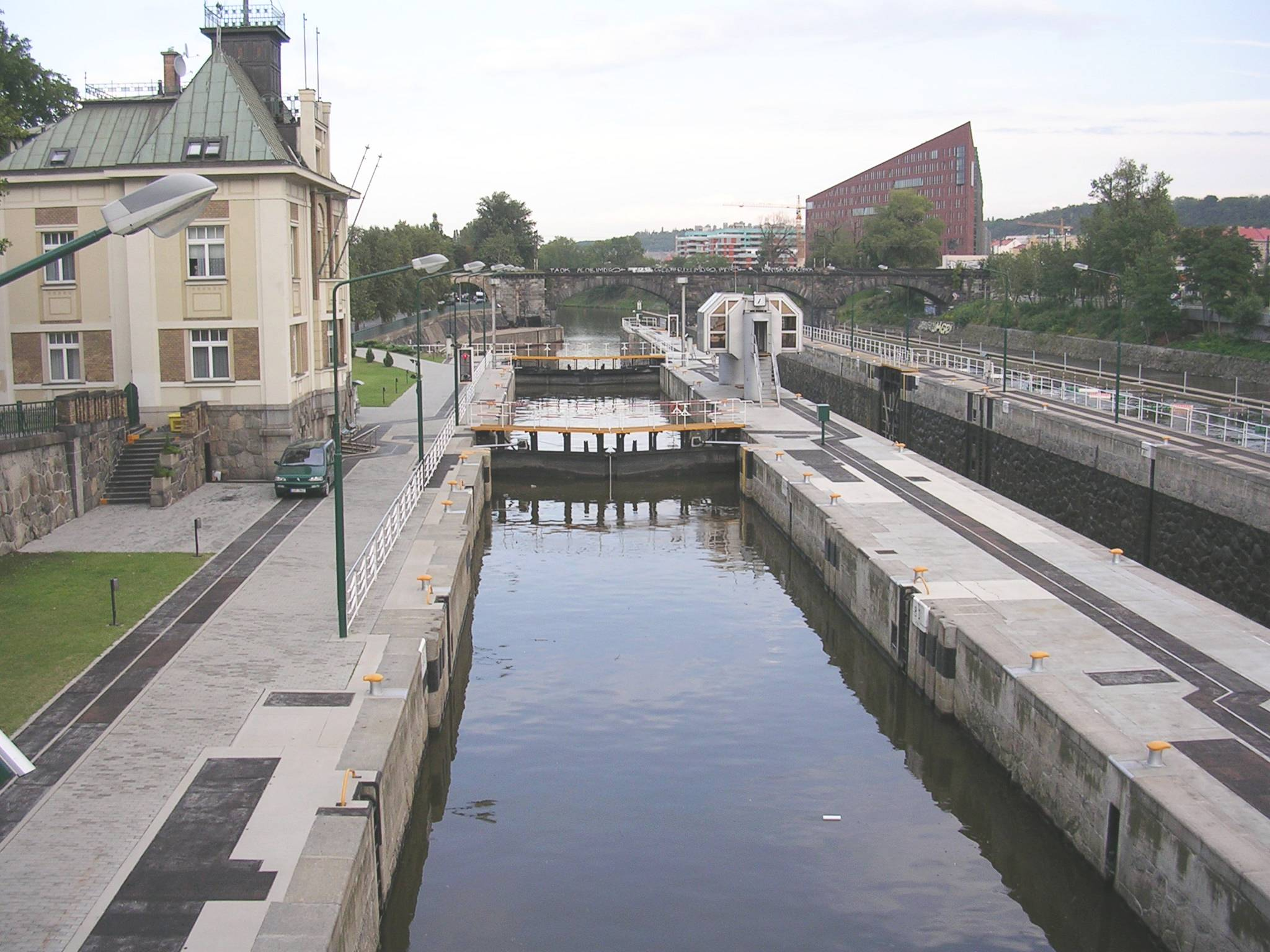
Budova u zdymadla v Praze na Štvanici
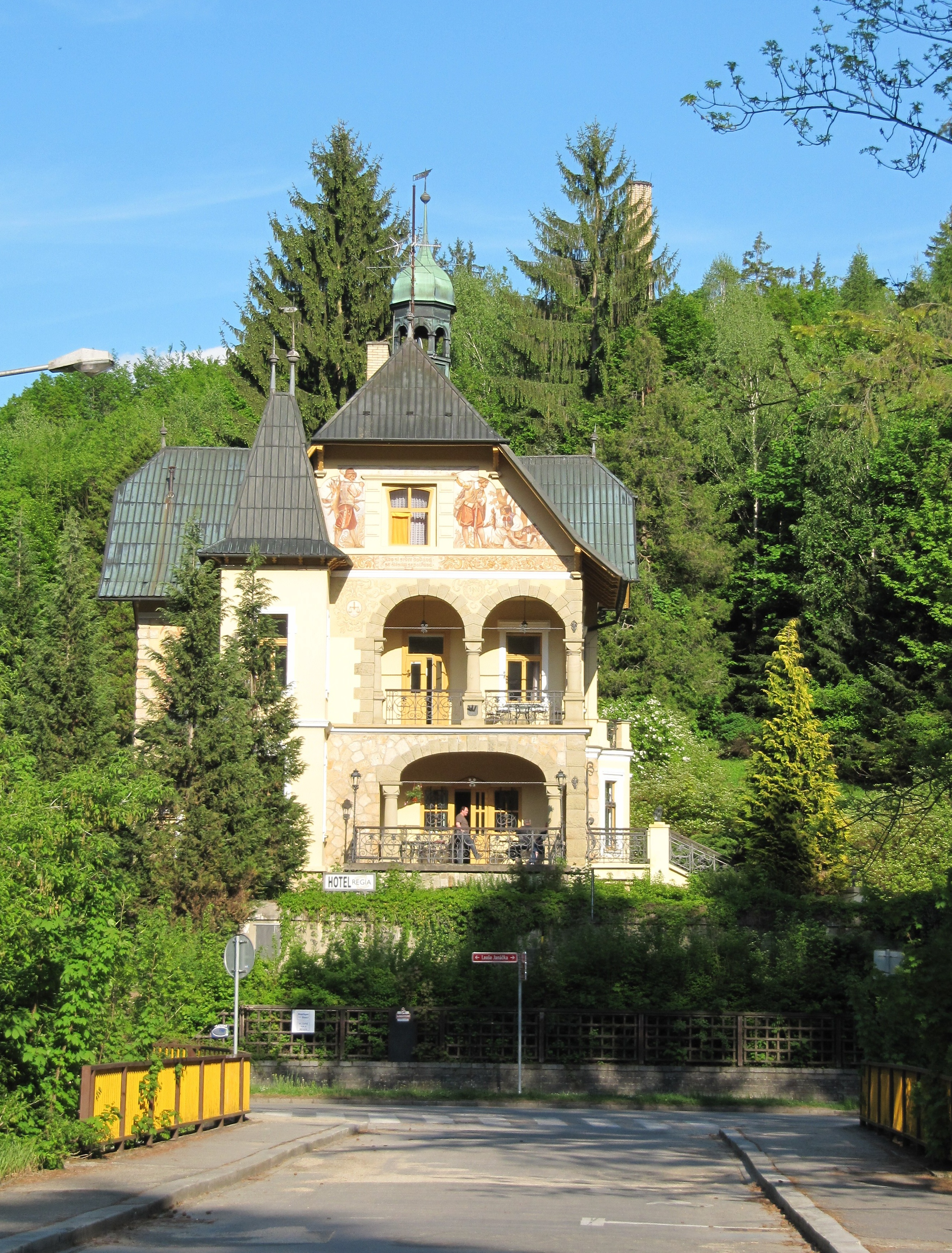
Vila Regia, Luhačovice
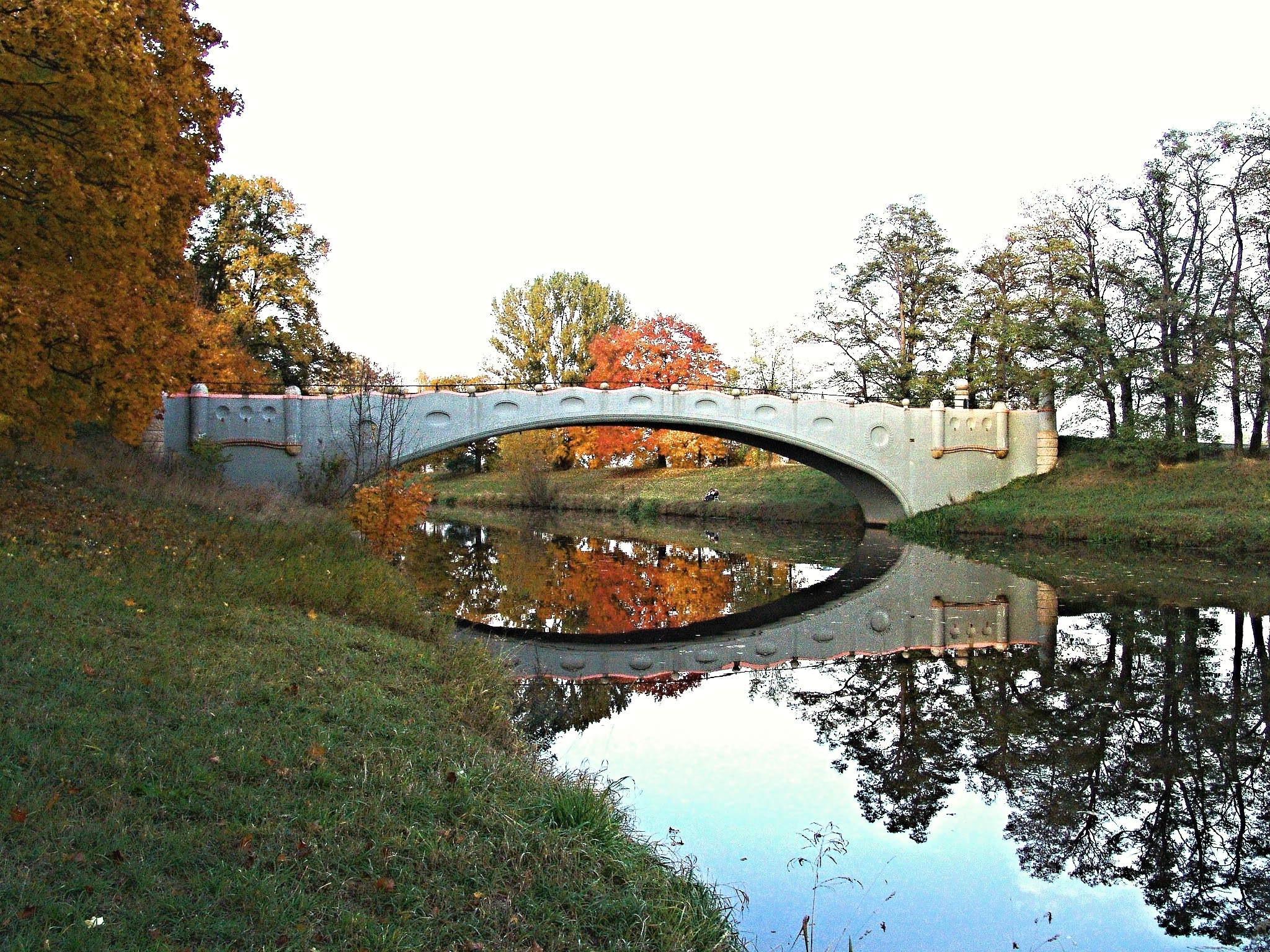
most na Pláckách, Hradec Králové